# 長崎市立朝日小学校
長崎市立朝日小学校（ながさきしりつ あさひしょうがっこう、Nagasaki City Asahi Elementary School）は、長崎県長崎市平戸小屋町にある公立小学校。

## 概要
歴史
1917年（大正6年）に創立した「朝日尋常小学校」を前身とする。2008年（平成20年）に創立90周年を迎えた。
教育目標
確かな学力と豊かな心を合わせ持ち、たくましく「生きる力」を身につけた、地域と母校を愛する「朝日っ子」を育成する。
校章
桜の花びらの中に、朝日の光と海・山の絵、そして校名の「朝日」の文字（縦書き）を置いている。
校歌
2番まであり、2番に校名の「朝日」が登場する。

## 沿革
- 1917年（大正6年）10月2日 - 「朝日尋常小学校」が創立。
- 1918年（大正7年）12月 - 4教室が完成。
- 1919年（大正8年）
  - 1月8日 - 朝日尋常小学校が開校。当初は3学級、児童数217名（学年は3年～5年のみ）
  - 3月 - 7教室が完成。
- 1921年（大正10年）4月1日 - 高等科を併置し、「朝日尋常高等小学校」と改称。
- 1930年（昭和5年）1月14日 - 校歌を制定。
- 1931年（昭和6年）5月3日 - 鉄筋校舎が完成。
- 1940年（昭和15年）4月1日 - 高等科を淵高等小学校に移管し、再び「朝日尋常小学校」となる。
- 1941年（昭和16年）4月1日 - 国民学校令に伴い、「朝日国民学校」に改称。
- 1943年（昭和18年）5月27日 - 校旗を制定。
- 1945年（昭和20年）
  - 8月9日 - 11時02分、長崎市への原子爆弾投下により被爆。職員数名が負傷し、14教室と宿直室及び小使室が倒壊したほか、新築木造2階6教室と鉄筋校舎内部施設が大破した。
  - 9月1日 - 授業を再開。
- 1947年（昭和22年）4月1日 - 学制改革により、「長崎市立朝日小学校」（現校名）となる。
- 1948年（昭和23年）12月 - PTAが発足。
- 時期不明 - 児童数の増加により、校舎の増築や時間を分けての二部授業が行われるようになる。
- 1954年（昭和29年）10月30日 - 鉄筋3階3教室及び便所増築。
- 1956年（昭和31年）2月16日 - 校舎の増築が進み、二部授業が解消される。
- 1958年（昭和33年）4月26日 - 鉄筋6教室・木造4教室落成。
- 1960年（昭和35年）4月22日 - 給食調理室新設。
- 1962年（昭和37年）4月1日 - 特殊学級（現・特別支援学級）を設置。
- 1965年（昭和40年）11月1日 - 住所表記（番地）が変更[1]され、現在の住所表記となる。
- 1971年（昭和46年）3月31日 - 改築工事完成（理科室・理科準備室・保健室・普通教室・放送室・職員室の一部・水洗便所3階・消化用水槽・屋上水タンク）。
- 1972年（昭和47年）4月4日 - 第二期工事完成（家庭科室・職員室・図書室・玄関）。
- 1973年（昭和48年）
  - 4月7日 - 第三期工事完成（普通教室7・音楽室1・庁務員室・校長室）。
  - 9月 - 体育館完成。
- 1974年（昭和49年）8月1日 - プール完成。
- 1985年（昭和60年）8月21日 - 運動場コンクリート舗装通路設置。
- 1988年（昭和63年）
  - 1月8日 - 学校創立70周年記念及び記念碑除幕の両式典挙行。
  - 3月31日 - 特殊学級閉級。
- 2006年（平成18年）4月1日 - 特殊学級（現・特別支援学級）が復級。
- 2012年（平成24年）
  - 2月28日 - 1棟・2棟の屋上防水工事完了。
  - 4月1日 - 特別支援学級（知的障害）「あすなろ学級」休級。同日、特別支援学級（自閉症・情緒障害）「オアシス学級」開級。
- 2013年（平成25年）
  - 7月 - この月から11月まで、校舎耐震工事実施。
  - 12月 - この月から翌年2月まで、体育館屋根、外壁ほか、大規模改修実施。
- 2014年（平成26年）
  - 9月 - 転倒防止のため、プール横の坂道を修理舗装。
  - 11月 - この月から翌月まで、体育館用外トイレの改修。
- 2015年（平成27年）
  - 2月 - この月から翌月まで、体育館へのスロープ設置。体育館入り口扉をサッシに取替（3か所）。
  - 9月 - プール日よけテント支柱及び機械室建屋外壁等修繕。
  - 10月 - 体育館裏石垣及び校舎裏斜面除草マット施工。
- 2016年（平成28年）11月 - この月から翌年2月まで、校舎大規模改造建具工事（窓枠等改修工事）実施。
- 2017年（平成29年）
  - 2月 - 火災受信板交換、消防用設備工事（自動火災報知設備、防排煙制御設備）実施。
  - 11月19日 - 創立100周年記念式典挙行し、朝日フェスティバル開催。
- 2019年（平成31年）3月13日 - ブロック塀工事開始。

## 著名な出身者
- 森澄雄 - 詩人、日本芸術院賞・紫綬褒章

## アクセス
- 長崎バス
  - 「丸尾中学校前」バス停から、徒歩約435m・約7分。
  - 「上曙」バス停から、徒歩約240m・約4分（住宅街を縫う細道経由(最短ルート移動した場合)）。
    - なお、「上曙」バス停から学校敷地まで、最短の直線距離で約150mほどである。
    - また、「朝日小学校入口」バス停もあるが、「丸尾中学校前」バス停で降りるより、更に距離がある。

## 周辺
- 長崎市朝日公民館 - 敷地が隣接。
- 稲佐悟真寺国際墓地
- 長崎市立丸尾中学校
- 鳥岩神社
- このほか、稲佐温泉ホテルアマンディなどの宿泊施設も所在する。

## 関連事項
- 長崎県小学校一覧